# 뉴잉글랜드 수족관

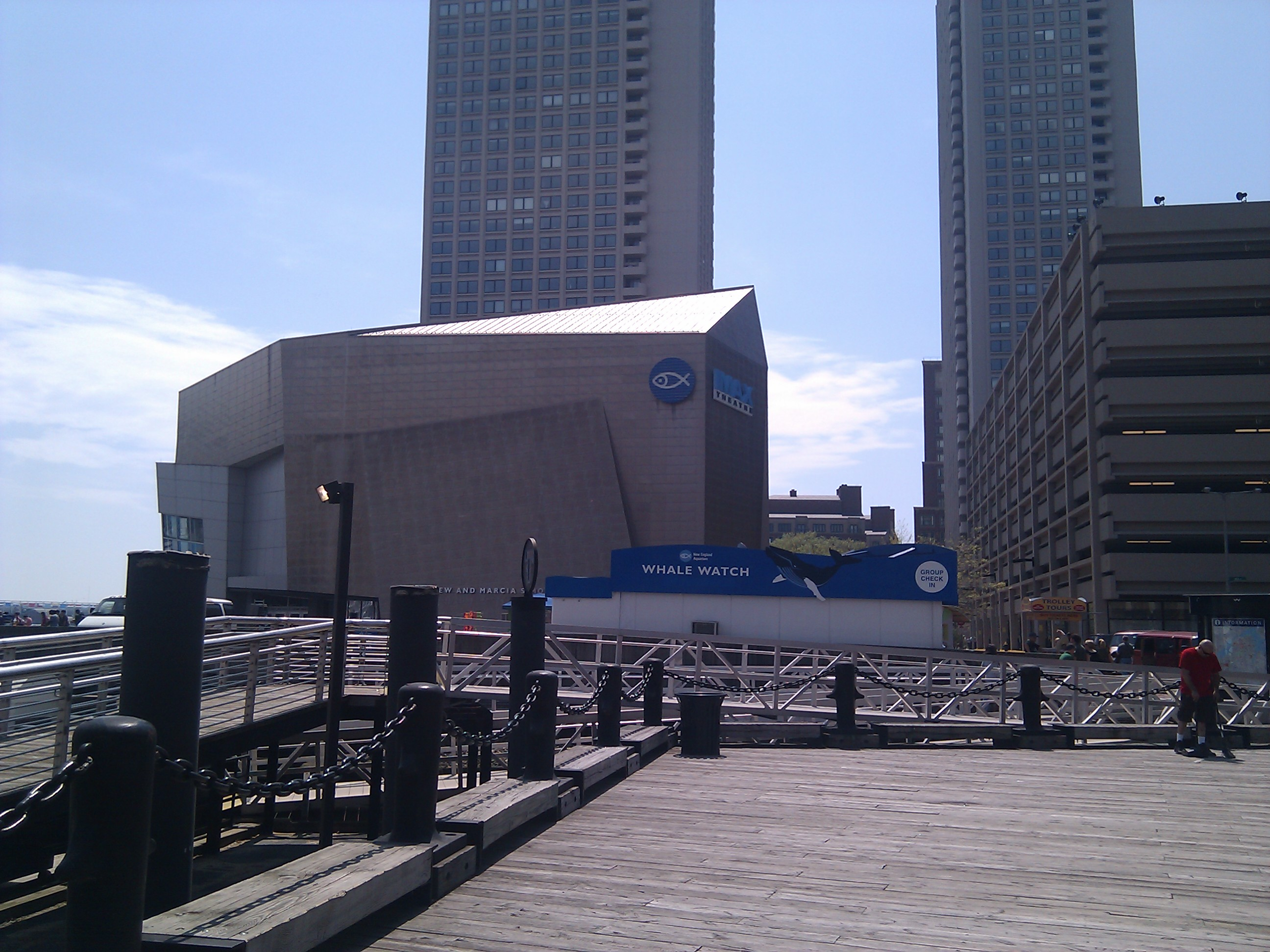
뉴잉글랜드 수족관

뉴잉글랜드 수족관(New England Aquarium)은 보스턴에 위치한 수족관으로, 1969년 6월 20일 문을 열었다. 2001년 428석 규모의 영화관이 설립되었으며, 2020년 IMAX 설비를 도입하였다.